# Liste der Mitglieder des Landtags des Herzogtums Sachsen-Altenburg (1901–1903)
Diese Liste gibt einen Überblick über alle Mitglieder des Landtages des Herzogtums Sachsen-Altenburg von 1901 bis 1903.

## Allgemeines
Die Abgeordneten wurden gemäß dem Wahlgesetz vom 31. Mai 1870 bestimmt. Der Landtag bestand danach aus 30 direkt gewählten Abgeordneten: Neun Abgeordnete wurden von der Stadtbevölkerung, zwölf von der Landbevölkerung und neun von den Höchstbesteuerten gewählt. Das passive Wahlrecht hatte jeder steuerpflichtige männliche Staatsbürger, der das 25. Lebensjahr erreicht hat. Die Abgeordneten wurden für drei Jahre gewählt.

## Liste
| Name                | Kurie            | Wahlbezirk      |                        | Beschreibung                                    |
| ------------------- | ---------------- | --------------- | ---------------------- | ----------------------------------------------- |
| Edmund Schmidt      | Höchstbesteuerte | 1               | Altenburg              | Fabrikbesitzer, Geheimer Kommerzienrat          |
| Hermann Donath      | Höchstbesteuerte | 2               | Schmölln               | Fabrikbesitzer, Geheimer Kommerzienrat          |
| Theodor Köhler      | Höchstbesteuerte | 3               | Petsa                  | Gutsbesitzer                                    |
| Adam Schneider      | Höchstbesteuerte | 4               | Langenleuba-Niederhain | Amtsvorsteher                                   |
| Hermann von Bloedau | Höchstbesteuerte | 5               | Ehrenberg              | Rittergutsbesitzer, Kammerherr                  |
| Bernhard Heitzsch   | Höchstbesteuerte | 6               | Pontewitz              | Gutsbesitzer                                    |
| Friedrich Kämpfe    | Höchstbesteuerte | 7               | Eisenberg              | Fabrikbesitzer, Kommerzienrat                   |
| Oskar Burghard      | Höchstbesteuerte | 8               | Karsdorfberg           | Rittergutsbesitzer                              |
| Albin Loch          | Höchstbesteuerte | 9               | Keßlar                 | Gutsbesitzer                                    |
| Gustav Oßwald       | Städte & Land    | 1, 1. Abteilung | Altenburg              | Oberbürgermeister                               |
| Gustav Frenzel      | Städte & Land    | 1, 2. Abteilung | Altenburg              | Baumeister                                      |
| Edmund Buchwald     | Städte & Land    | 1, 3. Abteilung | Altenburg              | Buchbindermeister                               |
| Friedrich Hiller    | Städte & Land    | 2, 1. Abteilung | Ronneburg              | Bürgermeister                                   |
| Max Küstner         | Städte & Land    | 2, 2. Abteilung | Meuselwitz             | Bürgermeister                                   |
| Hermann Käppler     | Städte & Land    | 2, 3. Abteilung | Altenburg              | Redakteur                                       |
| Franz Kühn          | Städte & Land    | 3, 1. Abteilung | Monstab                | Amtsvorsteher, Gutsbesitzer                     |
| Mollo Kresse        | Städte & Land    | 3, 2. Abteilung | Lehma                  | Amtsvorsteher, Gutsbesitzer                     |
| Julius Schumann     | Städte & Land    | 3, 3. Abteilung | Langenleuba-Niederhain | Gerbermeister                                   |
| Albin Klügel        | Städte & Land    | 4, 1. Abteilung | Wettelswalde           | Amtsvorsteher                                   |
| Julius Fritzsche    | Städte & Land    | 4, 2. Abteilung | Zschernitz             | Gutsbesitzer                                    |
| Max Schüler         | Städte & Land    | 4, 3. Abteilung | Ronneburg              | Materialwarenhändler. Er nahm die Wahl nicht an |
| Emil Claus          | Städte & Land    | 5, 1. Abteilung | Eisenberg              | Bürgermeister                                   |
| Julius Herrmann     | Städte & Land    | 5, 2. Abteilung | Kahla                  | Rektor                                          |
| Bernhard Horn       | Städte & Land    | 5, 3. Abteilung | Kahla                  | Buchhändler                                     |
| Ferdinand Häcker    | Städte & Land    | 6, 1. Abteilung | Tünschütz              | Amtsvorsteher                                   |
| Louis Prager        | Städte & Land    | 6, 2. Abteilung | Kleinebersdorf         | Amtsvorsteher                                   |
| August Martin       | Städte & Land    | 6, 3. Abteilung | Hermsdorf              | Flaschenbierhändler                             |
| Adolf Bolz          | Städte & Land    | 7, 1. Abteilung | Rausdorf               | Gutsbesitzer                                    |
| Benjamin von Kropff | Städte & Land    | 7, 2. Abteilung | Roda                   | Landrat, Kammerherr und Geheimer Regierungsrat  |
| Richard Klaus       | Städte & Land    | 7, 3. Abteilung | Obergneus              | Gutsbesitzer                                    |